# 11 Pułk Strzelców Polskich (WP na Wschodzie)
11 Pułk Strzelców Polskich (11 psp) – oddział piechoty Wojska Polskiego na Wschodzie.
Pułk został sformowany jesienią 1917 roku w składzie 3 Dywizji Strzelców Polskich z I Korpusu. Na dzień 14 grudnia 1917 liczył 508 żołnierzy frontowych.

## Żołnierze pułku
- dowódca pułku – ppłk Józef Kopytyński (od IX 1917[2])
- por. Ryszard Żołędziowski